# Okręg wyborczy Kilmarnock and Loudoun
Okręg wyborczy Kilmarnock and Loudoun powstał w 1983 r. i wysyła do brytyjskiej Izby Gmin jednego deputowanego. Okręg obejmuje północną część hrabstwa East Ayrshire wraz z miastem Kilmarnock oraz Loudoun Valley. W 2005 r. okręg został powiększony o część zniesionego wówczas okręgu Carrick, Cumnock i Doon Valley.

## Deputowani do brytyjskiej Izby Gmin z okręgu Kilmarnock and Loudoun
- 1983–1997: William McKelvey, Partia Pracy
- 1997– : Des Browne, Partia Pracy